# Episodi di The Endgame - La regina delle rapine
La prima e unica stagione della serie televisiva The Endgame - La regina delle rapine (The Endgame), composta da 10 episodi, è stata trasmessa in prima visione assoluta negli Stati Uniti d'America su NBC dal 21 febbraio al 2 maggio 2022.
In Italia la stagione è trasmessa su Sky Serie, canale a pagamento della piattaforma satellitare Sky, dal 19 ottobre al 16 novembre 2022.
| nº | Titolo originale            | Titolo italiano | Prima TV USA     | Prima TV Italia  |
| -- | --------------------------- | --------------- | ---------------- | ---------------- |
| 1  | Pilot                       | Episodio 1      | 21 febbraio 2022 | 19 ottobre 2022  |
| 2  | Fairytale Wedding           | Episodio 2      | 28 febbraio 2022 | 19 ottobre 2022  |
| 3  | Bury the Lede               | Episodio 3      | 7 marzo 2022     | 26 ottobre 2022  |
| 4  | #1 With a Bullet            | Episodio 4      | 14 marzo 2022    | 26 ottobre 2022  |
| 5  | Gold Rush                   | Episodio 5      | 21 marzo 2022    | 2 novembre 2022  |
| 6  | Judge, Jury and Executioner | Episodio 6      | 28 marzo 2022    | 2 novembre 2022  |
| 7  | Sleepover                   | Episodio 7      | 11 aprile 2022   | 9 novembre 2022  |
| 8  | All That Glitters           | Episodio 8      | 18 aprile 2022   | 9 novembre 2022  |
| 9  | Beauty and the Beast        | Episodio 9      | 25 aprile 2022   | 16 novembre 2022 |
| 10 | Happily Ever After          | Episodio 10     | 2 maggio 2022    | 16 novembre 2022 |

## Episodio 1
- Titolo originale: Pilot
- Diretto da: Justin Lin
- Scritto da: Nicholas Wootton e Jake Coburn

### Trama
- Ascolti USA: telespettatori 3 300 000 – rating/share 18-49 anni 0,5%[5]

## Episodio 2
- Titolo originale: Fairytale Wedding
- Diretto da: Randy Zisk
- Scritto da: Nicholas Wootton

### Trama
- Ascolti USA: telespettatori 2 210 000 – rating/share 18-49 anni 0,3%[6]

## Episodio 3
- Titolo originale: Bury the Lede
- Diretto da: Laura Belsey
- Scritto da: Lisa Takeuchi Cullen

### Trama
- Ascolti USA: telespettatori 1 870 000 – rating/share 18-49 anni 0,3%[7]

## Episodio 4
- Titolo originale: #1 With a Bullet
- Diretto da: Jono Oliver
- Scritto da: Sylvia L. Jones

### Trama
- Ascolti USA: telespettatori 2 000 000 – rating/share 18-49 anni 0,3%[8]

## Episodio 5
- Titolo originale: Gold Rush
- Diretto da: Bille Woodruff
- Scritto da: Moira Kirland

### Trama
- Ascolti USA: telespettatori 1 810 000 – rating/share 18-49 anni 0,3%[9]

## Episodio 6
- Titolo originale: Judge, Jury and Executioner
- Diretto da: Monica Raymund
- Scritto da: Naomi G. Davis

### Trama
- Ascolti USA: telespettatori 1 500 000 – rating/share 18-49 anni 0,2%[10]

## Episodio 7
- Titolo originale: Sleepover
- Diretto da: Lauren Petzke
- Scritto da: Aadrita Mukerji

### Trama
- Ascolti USA: telespettatori 1 510 000 – rating/share 18-49 anni 0,2%[11]

## Episodio 8
- Titolo originale: All That Glitters
- Diretto da: Omar Madha
- Scritto da: Margarita Matthews

### Trama
- Ascolti USA: telespettatori 1 460 000 – rating/share 18-49 anni 0,2%[12]

## Episodio 9
- Titolo originale: Beauty and the Beast
- Diretto da: Christine Moore
- Scritto da: Cristina Boada

### Trama
- Ascolti USA: telespettatori 1 720 000 – rating/share 18-49 anni 0,2%[13]

## Episodio 10
- Titolo originale: Happily Ever After
- Diretto da: David Tuttman e Randy Zisk
- Scritto da: Lisa Takeuchi Cullen, Moira Kirland

### Trama
- Ascolti USA: telespettatori 1 450 000 – rating/share 18-49 anni 0,2%[14]